# Irene Núñez
Irene Del Carmen Núñez Quintero (Santiago, Veraguas,11 de junio de 1987) es una modelo panameña y ganadora de un concurso de belleza que ganó el título de Miss Mundo Panamá 2011.

## Biografía
En 2009 ganó el Miss Turismo Internacional Panamá 2009 y participó en el Miss Turismo Internacional 2009 en Malasia. Fue semifinalista (top 10).Núñez, que ocupa 5′ 9″ (1,75 m) de estatura, compitió en el certamen nacional de belleza Miss Panamá 2011, el 26 de mayo de 2011 y obtuvo el título de Miss Panamá Mundo. Representó a la provincia de Veraguas. Representó a Panamá en el certamen número 61 de Miss Mundo 2011, celebrado en Londres, Reino Unido, el 6 de noviembre de 2011, pero no obtuvo lugar. Ocupó el Top 24 en Miss Mundo Deporte y el Top 36 en Miss Mundo Beach Beauty.